# Obenbrunn

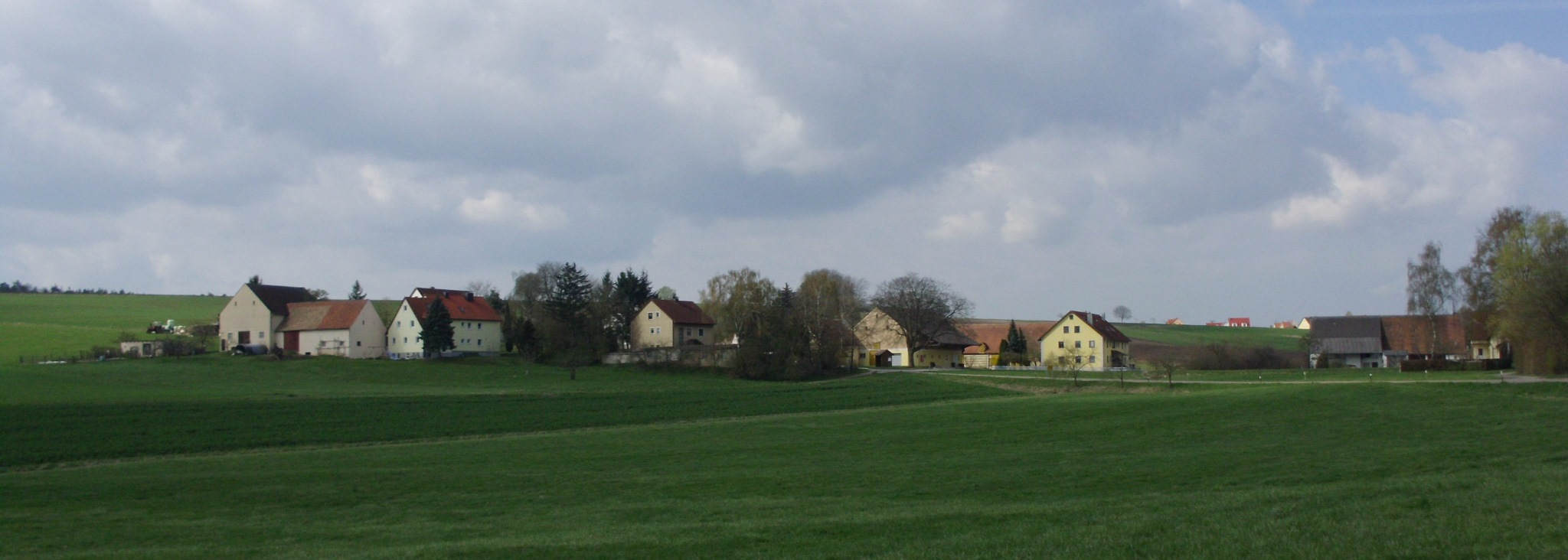
Obenbrunn

Obenbrunn ist ein Gemeindeteil der Stadt Gunzenhausen im Landkreis Weißenburg-Gunzenhausen (Mittelfranken, Bayern). Obenbrunn liegt in der Gemarkung Oberasbach.

## Lage
Der Weiler liegt südöstlich der Altstadt Gunzenhausens und östlich von Oberasbach.

## Geschichte
Abschnitt nach: R. Schuh, S. 203f.
Der Ortsname bedeutet „Zu den Quellen eines Obo/Uobo,“ wobei der Personenname schon im 15. Jahrhundert als Adjektiv „ober/oben“ umgedeutet ist. Obenbrunn dürfte als Ansiedlung im Zuge des fränkischen Landesausbaus des 8. oder 9. Jahrhunderts entstanden sein. Erstmals urkundlich genannt ist der Weiler 1238, als Adelheid von Absberg dem Kloster Auhausen ein Lehen unter anderem in Obenbrunn schenkt. 1362 kommt das Kloster Heilsbronn in den Besitz eines Gutes von „Vbenbrunne“. Im 14. Jahrhundert hat auch das Kloster Ellwangen Besitz im Dorf. 1465 erscheint der Dorfname „Obenpronn“. Abgaben aus dem Dorf werden außerdem geleistet an das Reiche Almosen zu Weißenburg (Anfang 16. Jahrhundert), an das markgräfliche Kastenamt Gunzenhausen (so 1532) und an die Herrschaft Altenmuhr (Mitte des 16. Jahrhunderts). Für 1608 ist erstmals ein Gesamtüberblick über die Grundherren des „Weylers Obenbronn“ überliefert: zwei Untertanen(familien) sind dem ansbachischen Kastenamt Gunzenhausen gült- und vogtbar, ein Untertan ist dem Kastenamt Gunzenhausen vogtbar, aber der Oberen Kaplanei Gunzenhausen gültbar, ein Untertan gehört dem Obristen Fuchs zu Rechenberg, ein Untertan den Herren von Absberg. Letzterer Besitz geht 1652 an die Deutschordenskommende Absberg über, 15 Jahre später zinsen zwei Untertanen dorthin. Die hohe Gerichtsbarkeit, die „Fraisch“ übte das markgräfliche Oberamt Gunzenhausen aus. Am Ende des Heiligen Römischen Reichs wird 1801 berichtet, dass „Obenbronn“ ein Weiler im ehemaligen Ansbachischen Oberamt Gunzenhausen (seit 1792 preußisch) ist; von den fünf Untertanen, die hier sitzen, sind vier diesem zugeordnet, ein Untertan ist „fremdherrisch“; der „Historische Atlas von Bayern“ präzisiert diesen Stand folgendermaßen: Zum Kastenamt Gunzenhausen gehören ein Gut und zwei Gütlein, zur Oberen Kaplanei Gunzenhausen ein Gütlein, zum Verwalteramt Rechenberg ein Gut und zum Deutschordensamt Absberg ein Haus.
1806 kam Obenbrunn aus preußischer Hoheit an Bayern, wo das Dorf 1808 mit Oberasbach in den Steuerdistrikt Unterasbach im Landgericht/Rentamt Gunzenhausen, dem späteren Landkreis Gunzenhausen, kam. 1811 wurde Oberasbach mit Obenbrunn zur Ruralgemeinde Unterasbach geschlagen. Die nächste Reform, das Gemeindeedikt von 1818, brachte für Oberasbach mit Obenbrunn den Status einer eigenständigen Ruralgemeinde. Dies blieb so bis zur Gebietsreform im 20. Jahrhundert; am 1. Juli 1971 wurde Oberasbach mit Obenbrunn nach Gunzenhausen eingemeindet und kam am 1. Juli 1972 in den neuen Landkreis Weißenburg-Gunzenhausen.

## Einwohnerentwicklung
- 1818: 27 Einwohner[13]
- 1824: 29 Einwohner in sechs Anwesen[13]
- 1829: 20 Einwohner in sechs Familien[14]
- 1861: 38 Einwohner in zehn Gebäuden[15]
- 1950: 46 Einwohner in sieben Anwesen[13]
- 1961: 34 Einwohner in neun Wohngebäuden[16]
- 1987: 49 Einwohner[17]